# SFS 1983:826
SFS 1983:826 är beteckningen på den svenska förordning som fastställer att den svenska flaggans färger enligt beteckningarna i NCS (Natural Colour System) är:
- för den blå färgen: 4055-R95B
- för den gula färgen: 0580-Y10R